# 金城銀行

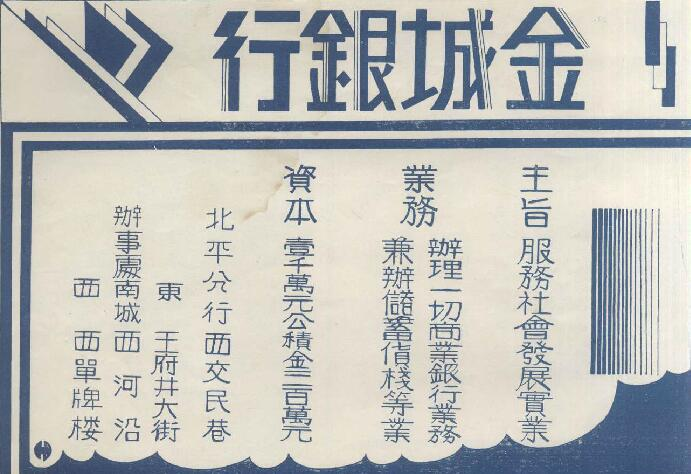
1934年的金城银行广告

金城银行成立於1917年，總行在天津法租界（今解放北路97、99号），創辦人是安福系军阀王郅隆（总董）、交通系政客周作民（总经理），是北四行之一。

## 历史
1917年5月，周作民、倪嗣冲、王郅隆等人创办金城银行，总行位于天津。创办时实收资本50万元，1927年增至700万元。最大股东为安徽督军倪嗣冲和安武军后路局总办王郅隆，他们两家的股份占创办时实收资本的56%。总经理为曾任北洋政府财政部库藏司司长周作民。总行开业以后，就在上海设立分庄，办理汇兑出入各事宜。
1918年8月，改沪分庄为分行，聘田少瀛为经理。沪行行址最早设在南京路山西路口476号。后来江西路福州路自建的银行大楼落成后，即迁至新址营业。
金城银行早期的业务重心在华北，1927年后逐渐南移。1926年1月总行迁沪，总经理处亦随同移沪，上海遂成为全行资金调度的中心。除继续保持其在华北各地的业务优势外，积极发展长江流域各行的业务，并在华南地区的广州与香港等处添设机构。营业范围比较全面，除经营一般商业银行业务外，兼办储蓄、信托、仓库及外汇业务。在全国重要商埠均设有分支机构。上海市内在静安寺路、八仙桥、曹家渡、老西门等处添设办事处。
金城银行业务发展十分迅速，从1917年至1927年，金城放款的工矿企业有一百多家，重点是纺织、化工（制碱）、面粉、煤矿四大工业。1927～1936年，存放业务在全国25家主要私营银行中所占的比重，存款由占8.71%上升为占13.43%，放款由7.92%上升为13.05%。
1951年，金城银行公私合营。其後金城銀行香港分行納入中銀集團，2001年併入中銀香港。香港金城銀行大樓名為「金城樓」（現稱協成行中心）。

## 各地旧址

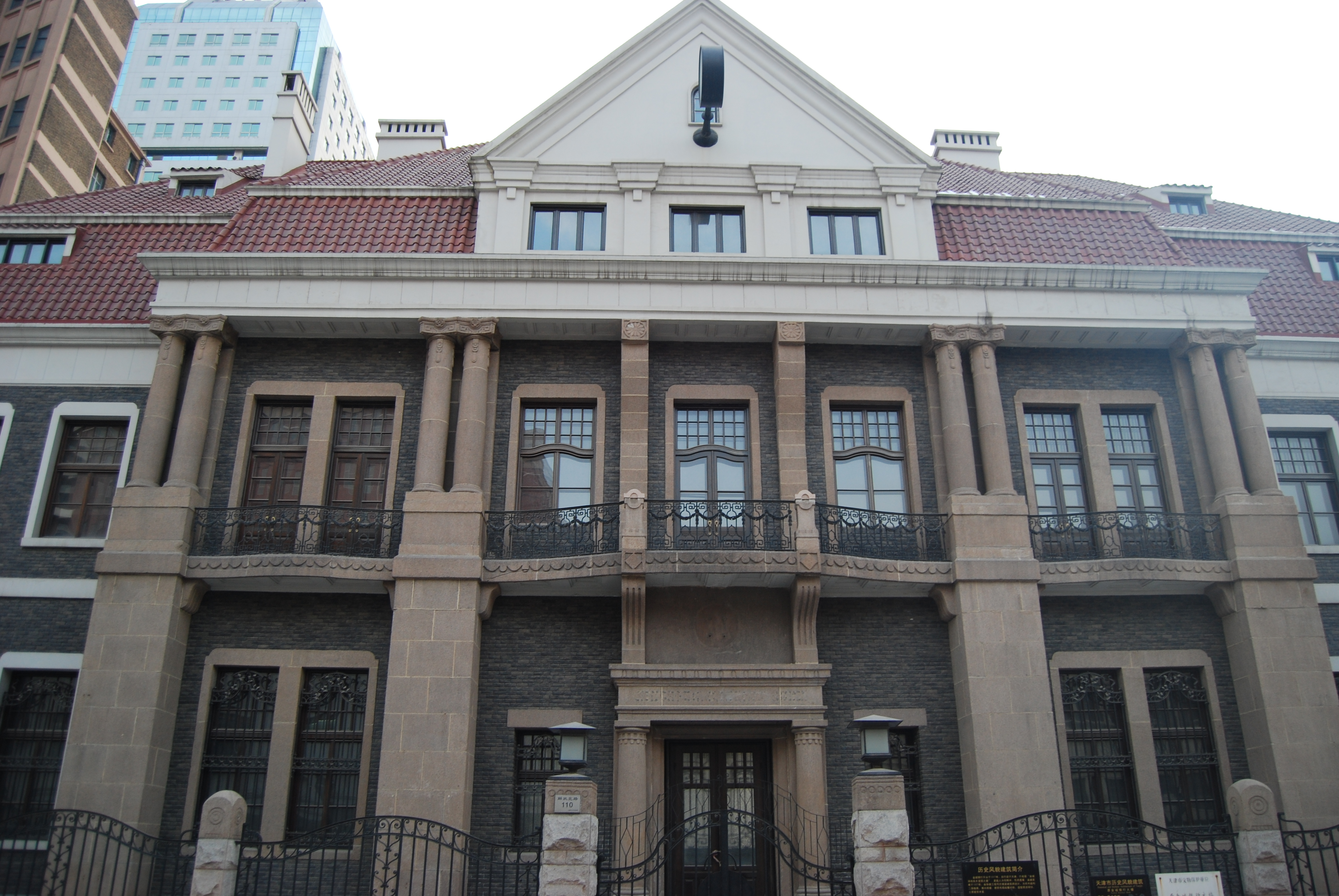
天津金城银行大楼
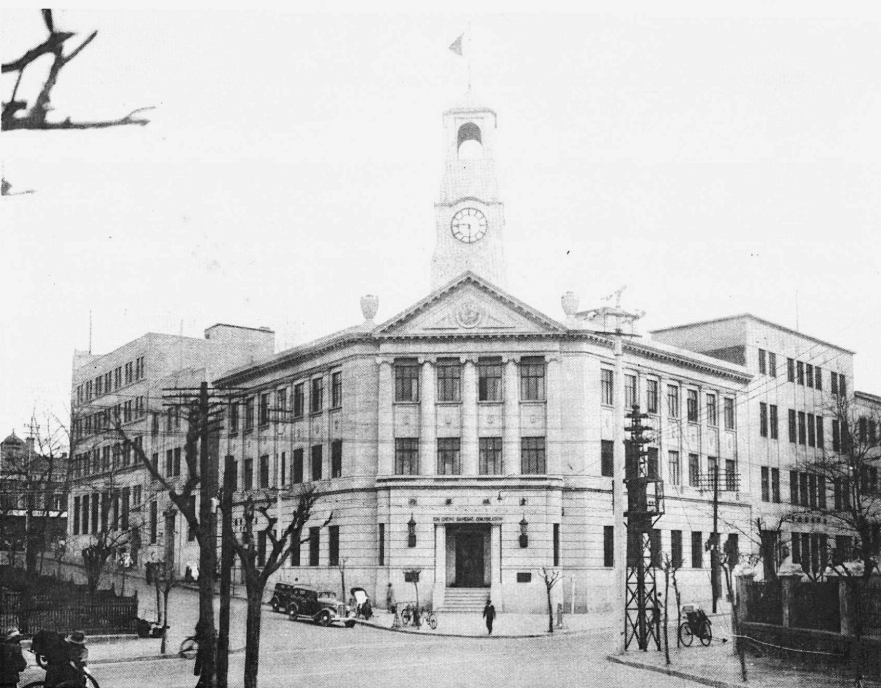
金城银行青岛分行
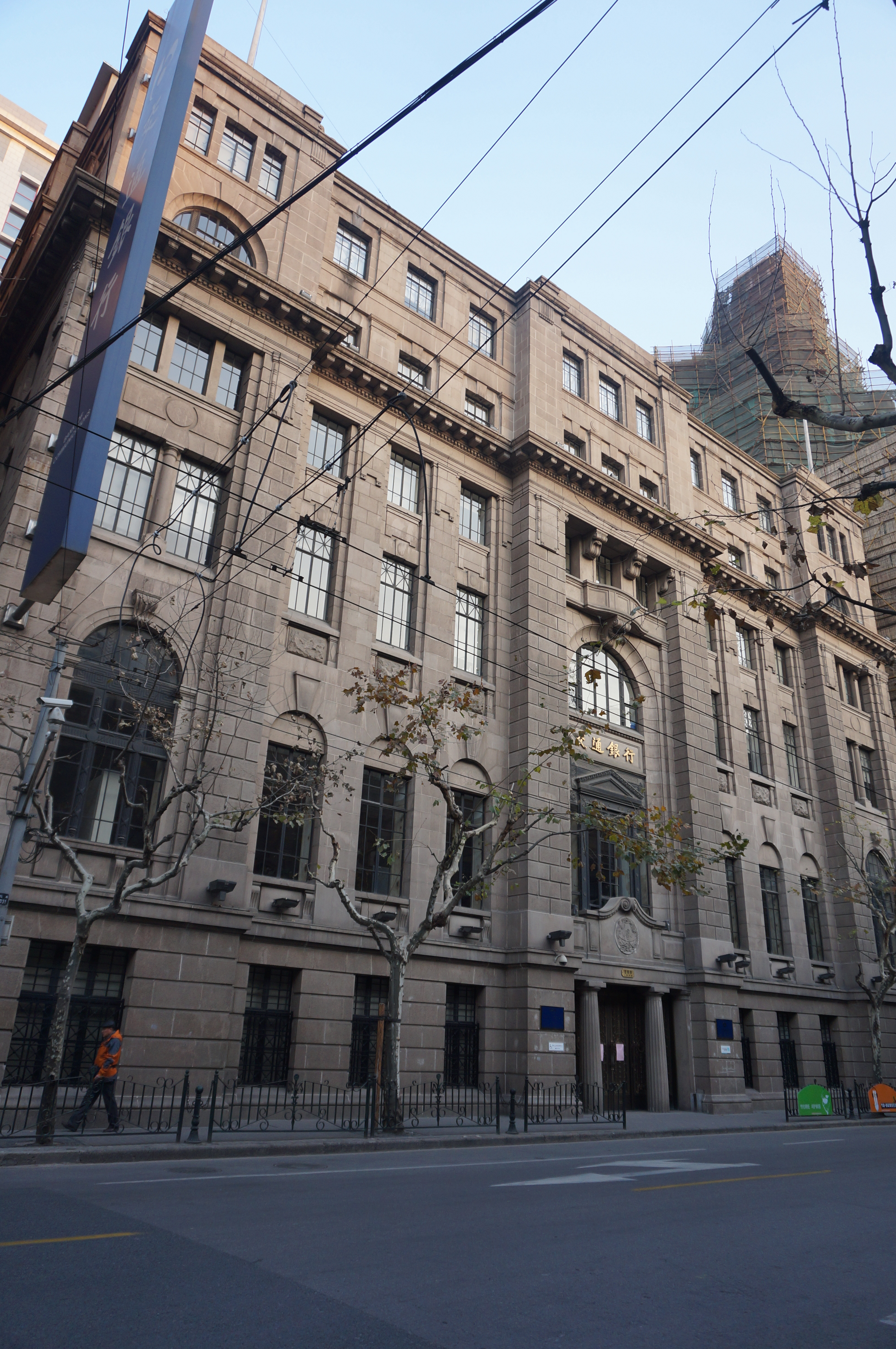
上海金城银行大楼
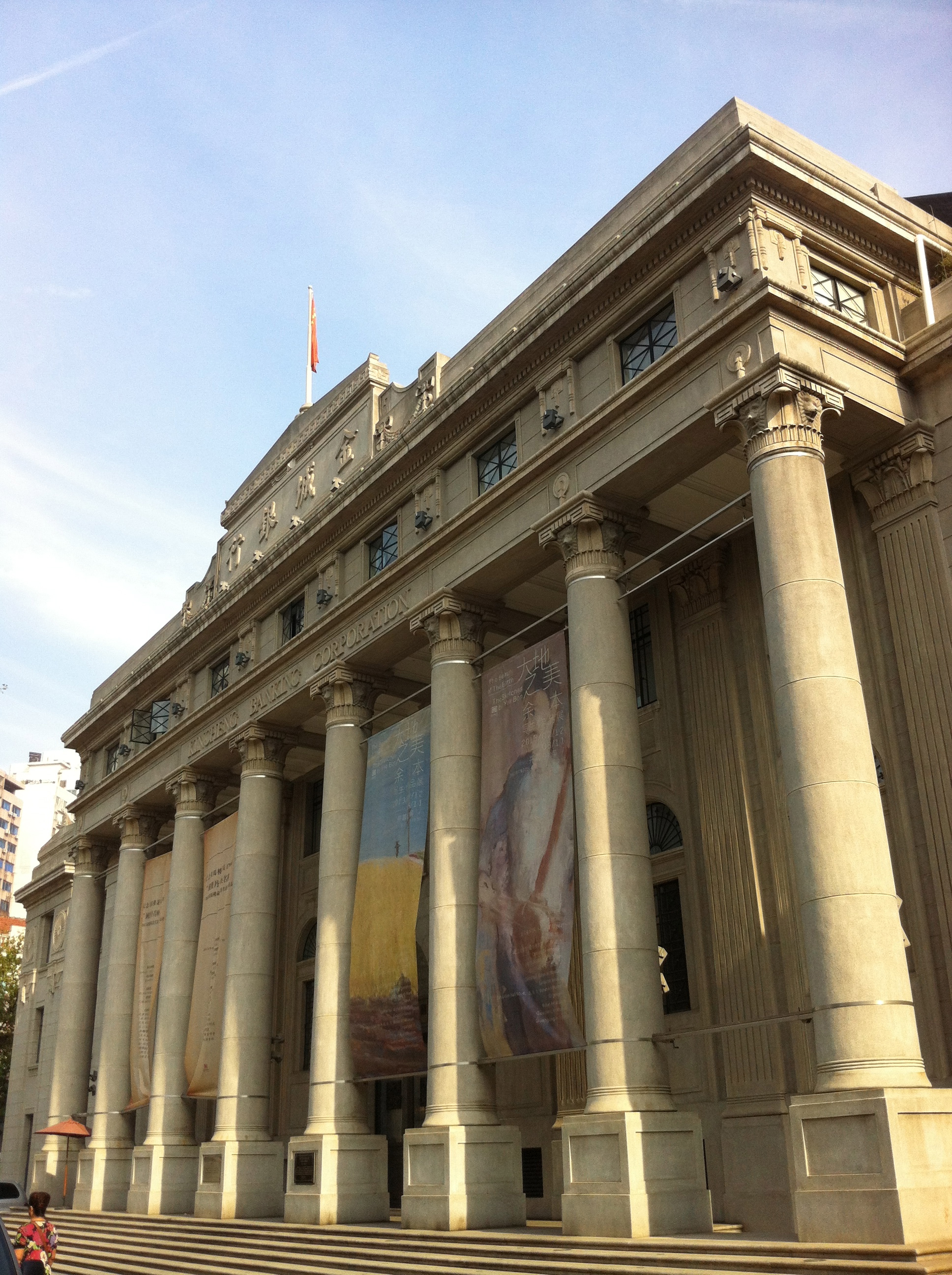
金城银行汉口分行